# Consiglio regionale della Borgogna
Il Consiglio regionale della Borgogna (in francese Conseil régional de Bourgogne) è stata l'assemblea deliberativa della regione francese della Borgogna fino al 31 dicembre 2015, in seguito all'annessione della regione alla Franca Contea per formare la nuova regione Borgogna-Franca Contea.
Era composto da 57 membri e, fino alla sua scomparsa, aveva sede all'Hôtel Regional di Digione, al 17 di boulevard de la Trémouille, accanto a Place de la République.
Il suo ultimo presidente è stato François Patriat (PS), eletto il 2 aprile 2004.

## Composizione
Il consiglio regionale della Borgogna è stato presieduto da François Patriat (PS) dal 2004 al dicembre 2015. La lista da lui guidata ha ottenuto il 64,91% dei voti espressi al secondo turno delle elezioni regionali in Borgogna del 2010. La regione della Borgogna si è oggi fusa con la Franca Contea per creare la regione della Borgogna-Franca Contea.

## Amministrazione
I servizi del Consiglio regionale erano organizzati in 4 divisioni, sotto l'autorità della direzione generale:
- Risorse e mezzi
- Sviluppo
- Reti, territori e cooperazione
- Istruzione e cultura

Come tutti i consigli regionali francesi, il consiglio regionale della Borgogna ha visto un forte aumento del suo personale dato dal trasferimento del personale TOS dalle scuole superiori del Ministero dell'educazione nazionale, con un passaggio da 350 a 2.050 persone il 1º gennaio 2007.